# Codex Eyckensis
O Codex Eyckensis do século VIII é um livro dos Evangelhos baseado em dois manuscritos constituintes através dos quais foi criada uma formulação, presumivelmente desde o século XII até 1988. O Codex Eyckensis é o livro mais antigo na Bélgica. Desde o século VIII, tem sido mantido e preservado no território do atual município de Maaseik. O livro foi provavelmente produzido no scriptorium da Abadia de Echternach. 

## Descrições do manuscrito A e do manuscrito B

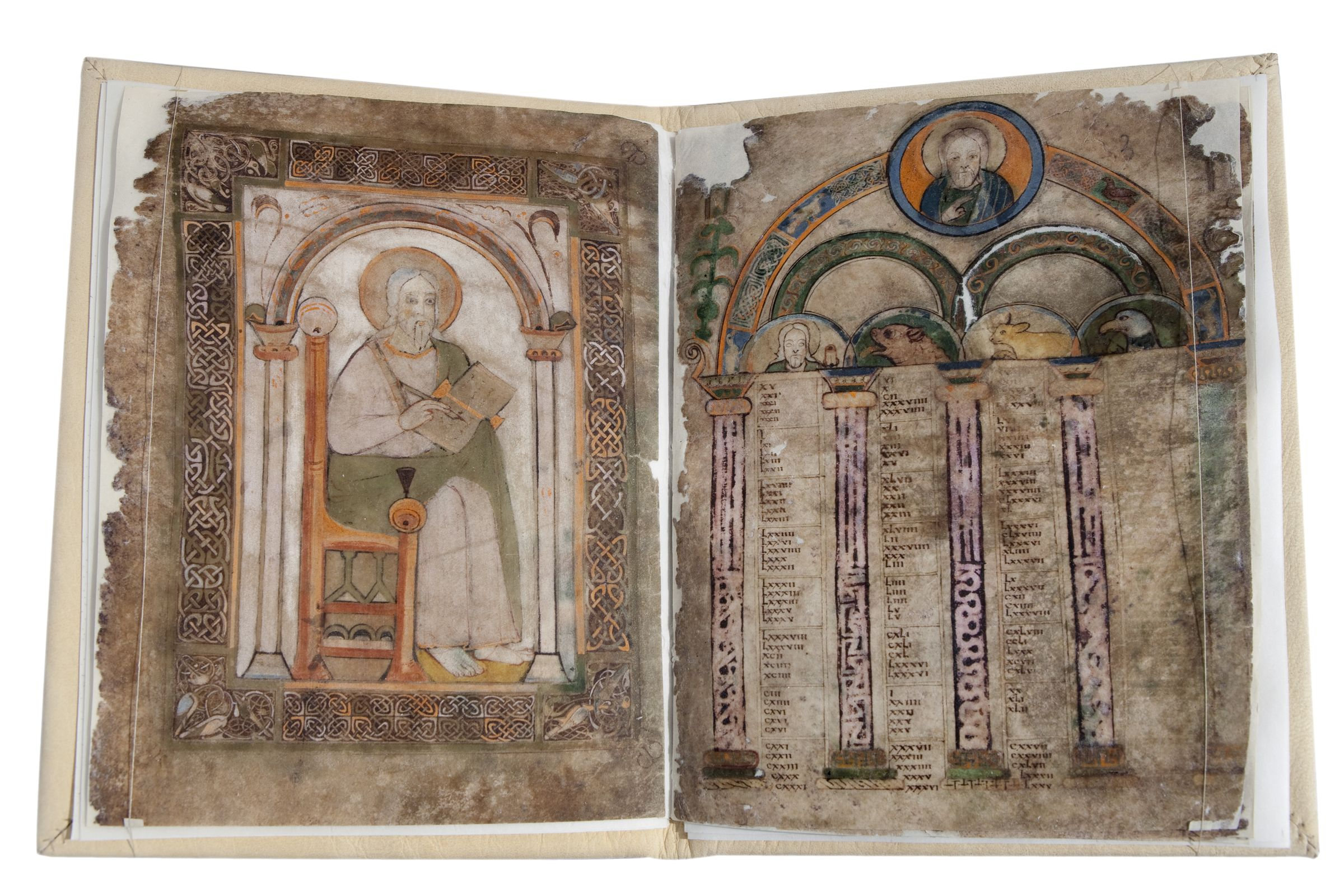
O Codex Eyckensis, Retrato do Evangelista (São Mateus ?) e Tabelas Canónicas, Codex A

O Codex Eyckensis consiste em dois evangeliários com 133 fólios em pergaminho medindo cada um 244 por 183 mm. O primeiro manuscrito (Codex A) está incompleto. Consiste em cinco fólios, tendo na abertura um retrato do Evangelista de página inteira (representando provavelmente São Mateus), seguido de um conjunto incompleto de oito Tabelas Canónicas. O retrato do Evangelista foi feito em estilo ítalo-bizantino, que está claramente associado aos Evangelhos de Barberini atualmente conservados na Biblioteca do Vaticano (Barberini Lat. 570). O retrato encontra-se emoldurado por uma moldura ornamental de cordas entrançadas anglo-saxónica, comparáveis a elementos decorativos dos Evangelhos de Lindisfarena. 
As Tabelas Canónicas fornecem uma visão geral das correspondentes passagens dos quatro Evangelhos. Desta forma, as Tabelas Canónicas servem como tabela de conteúdos e índice remissivo para facilitar o acesso aos textos. As Tabelas Canónicas no manuscrito A são decoradas com colunas e arcadas, os símbolos dos quatro Evangelistas e retratos de santos.
O segundo manuscrito (Codex B) contém um conjunto completo de doze Tabelas Canónicas e os quatros textos do Evangelho. As Tabelas Canónicas são embelezadas com colunas e arcadas, representações dos Apóstolos e os símbolos dos Evangelistas. Os textos do Evangelho foram escritos de forma arredondada de estilo insular, o que era característico dos manuscritos da Inglaterra e da Irlanda nos séculos VII e VIII, mas também utilizado na Europa continental. A maiúscula inicial de cada parágrafo é contornada a vermelho com pontos amarelos. O texto foi copiado por um único escriba. 
O texto Evangelista é uma versão da Vulgata, sobretudo em resultado da tradução de São Jerónimo (Hieronymus de Stridon, 347–420 e.c.), com um número de adições e transposições. Podem ser encontradas versões comparáveis dos textos do Evangelho no Livro de Kells (Dublin, Trinity College, ms 58), o Livro de Armagh (Dublin, Trinity College, ms 52) e os Evangelhos de Echternach (Paris, Bnf, ms Lat. 9389). 

## História (da origem até aoséculo XX)

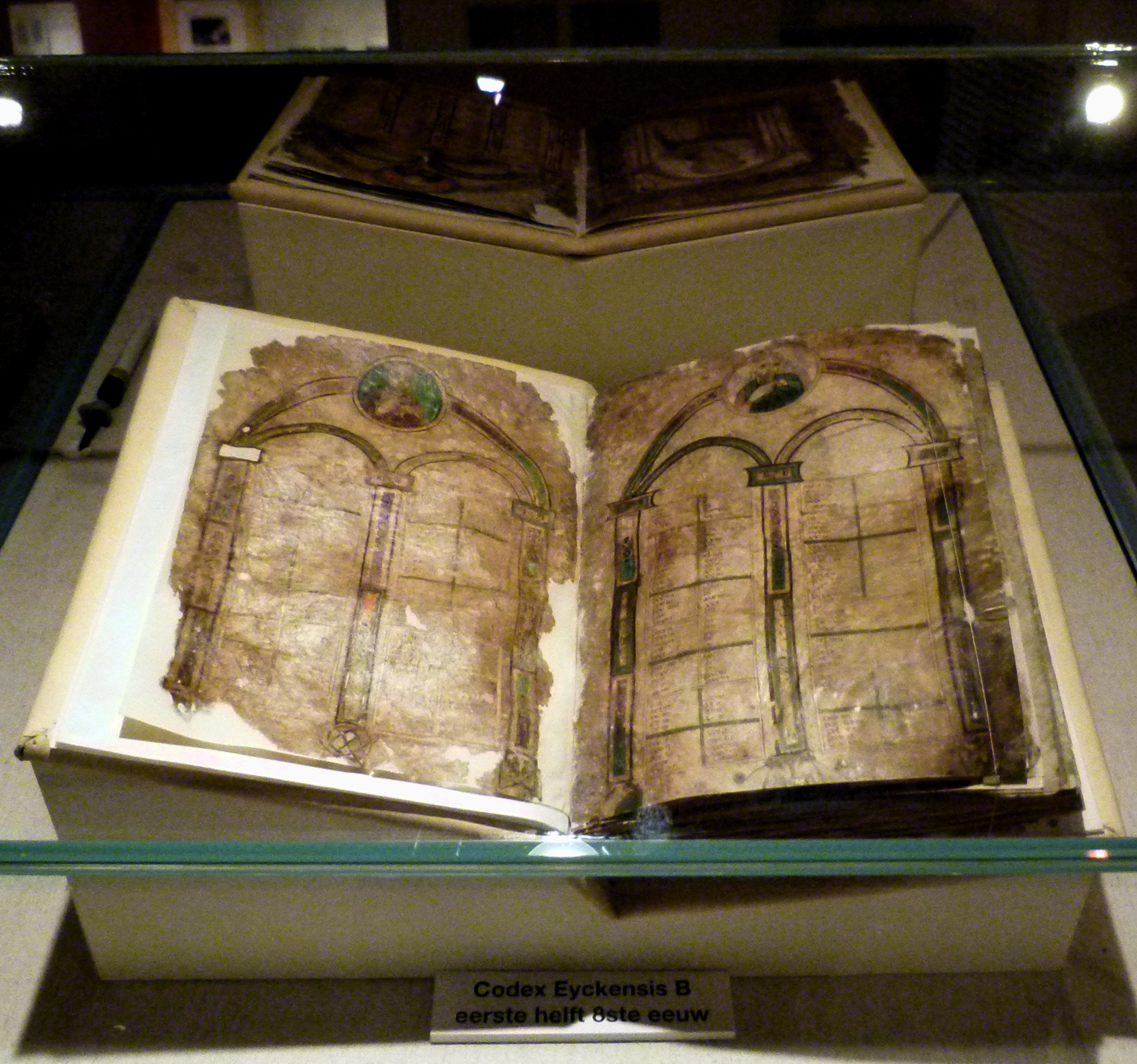
O Codex Eyckensis em exibição a Igreja de Santa Catarina de Maaseik

O Codex data do século VIII e esteve conservado primeiramente na antiga Abadia beneditina de Aldeneik, que foi consagrada em 728. Os nobres merovíngios Adelardo de Denain, e a sua esposa Grinuara fundaram esta abadia para as filhas Harlinda e Relinda num "um pequeno e inútil bosque" próximo do rio Mosa. O convento ganhou o nome de Eyke ("carvalho"), por causa dos carvalhos que lá cresciam. Mais tarde, à medida que a aldeia vizinha Nieuw-Eyke ("carvalho novo" — atualmente, Maaseik) crescia e se tornava mais importante, o nome da aldeia original mudou para Aldeneik ("carvalho velho"). São Vilibrordo consagrou Harlinda como a primeira abadessa desta comunidade religiosa. Após a sua morte, São Bonifácio consagrou a sua irmã Relinda como sua sucessora.
O Codex Eyckensis foi utilizado no convento para estudar e também para promulgar os ensinamentos de Cristo. Presume-se que ambos os evangeliários que agora lhe constituem foram trazidos da Abadia de Echternach para Aldeneik por São Vilibrordo. Os dois manuscritos foram reunidos num só, muito provavelmente no decurso do século XII. Em 1571 a abadia de Aldeneik foi abandonada. A partir de meados do século X, as freiras beneditinas foram substituídas por um cabido colegial de cânones masculinos. Com a crescente ameaça de uma guerra religiosa, os cânones refugiaram-se na cidade amuralhada de Maaseik. Levaram os tesouros da igreja de Aldeneik, incluindo o Codex Eyckensis, para a Igreja Saint Catherine.

## Autoria

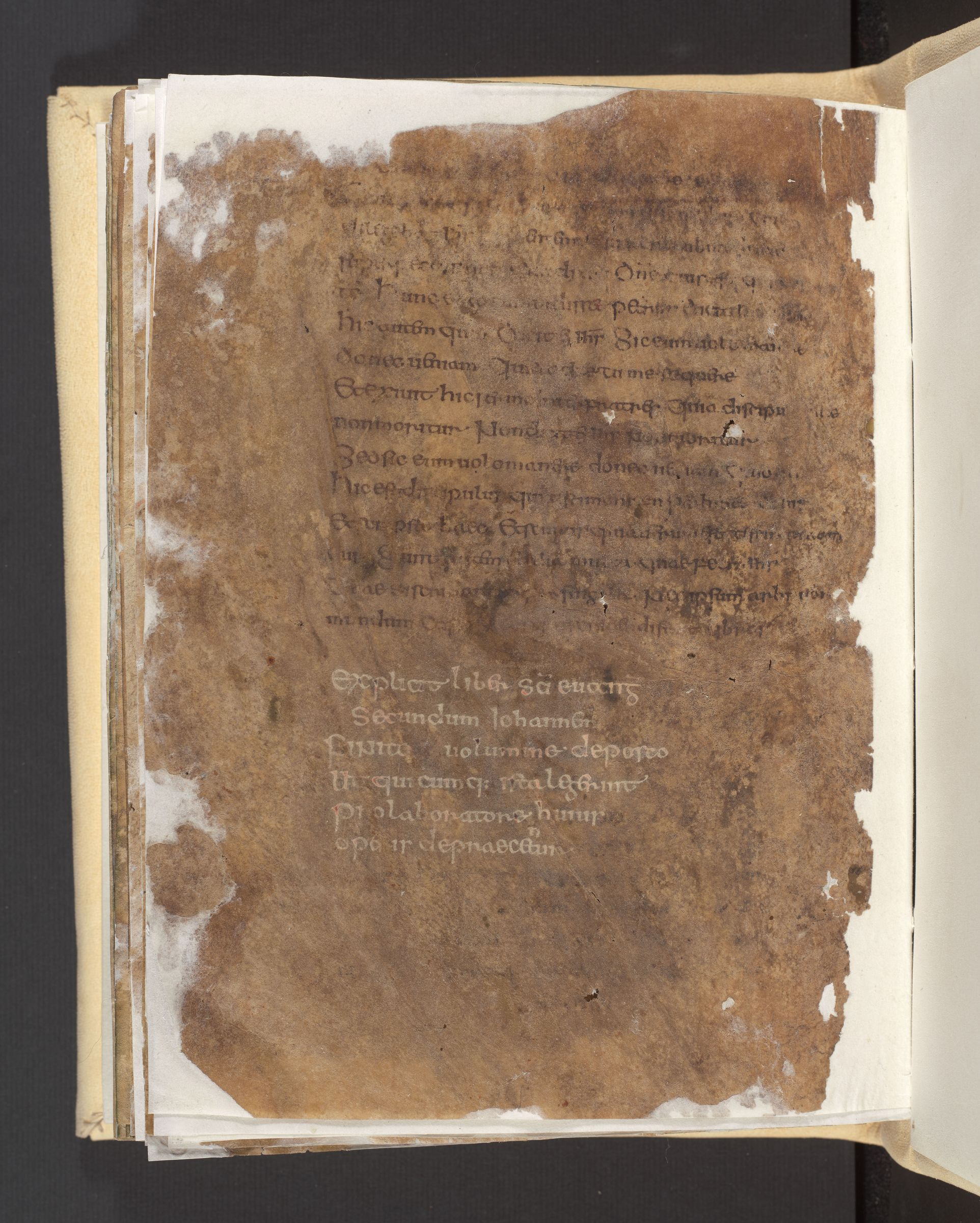
Codex Eyckensis, Página de texto, Codex B

Durante séculos, as pessoas estavam convictas de que o Codex Eyckensis tinha sido escrito por Harlinda e Relinda, as primeiras abadessas da abadia de Aldeneik, que foram mais tarde canonizadas. As suas hagiografias foram escritas no decurso do século IX por um padre local. Este texto menciona que Harlindis e Relindis também escreveram um evangeliário. A longo do século IX, o culto das relíquias das irmãs sagradas tornou-se cada vez mais importante e incluía a veneração do Codex Eyckensis, o que inspirou uma profunda reverência como uma obra produzida pelas próprias Harlindis e Relindis.
No entanto, as linhas finais do segundo manuscrito refuta isto explicitamente: Finito volumine deposco ut quicumque ista legerint pro laboratore huius operis depraecentur (Após a conclusão deste volume, pedi a todos aqueles que leram isto para rezar pelo autor deste manuscrito). A forma masculina do laborator ("autor") indica claramente que a pessoa que escreveu o manuscrito era homem.
Um teste comparativo realizado em 1994 por Albert Derolez (Universidade de Gand) e Nancy Netzer (Boston College) revelou que o manuscrito A e o manuscrito B datam do mesmo período, e que é muito provável que ambos tenham sido criados no scriptorium da abadia de Echternach e que tenham sido até produzidos pelo mesmo escriba.

## Tentativa de conservação e restauração em 1957
Em 1957, foi efetuada uma tentativa para conservar e restaurar o Codex Eyckensis por Karl Sievers, um restaurador de Düsseldorf. Ele removeu e destruiu a encadernação, em veludo vermelho, do século XVIII e, em seguida, laminou todos os fólios do manuscrito com Mipofolie (folha de película). Mipofolie é uma folha de cloreto de polivinil (PVC), plastificada externamente com dioctil ftalato. Com o tempo, esta folha produziu ácido clorídrico que atacava o pergaminho e originou um efeito amarelado na própria folha. A transparência e cor do pergaminho foram afetadas e os polímeros presentes na folha passaram para o pergaminho e tornaram-no frágil. Após a laminação, Sievers recuperou o Codex. Para isso, cortou as extremidades dos fólios, o que resultou na perda de fragmentos da iluminação.

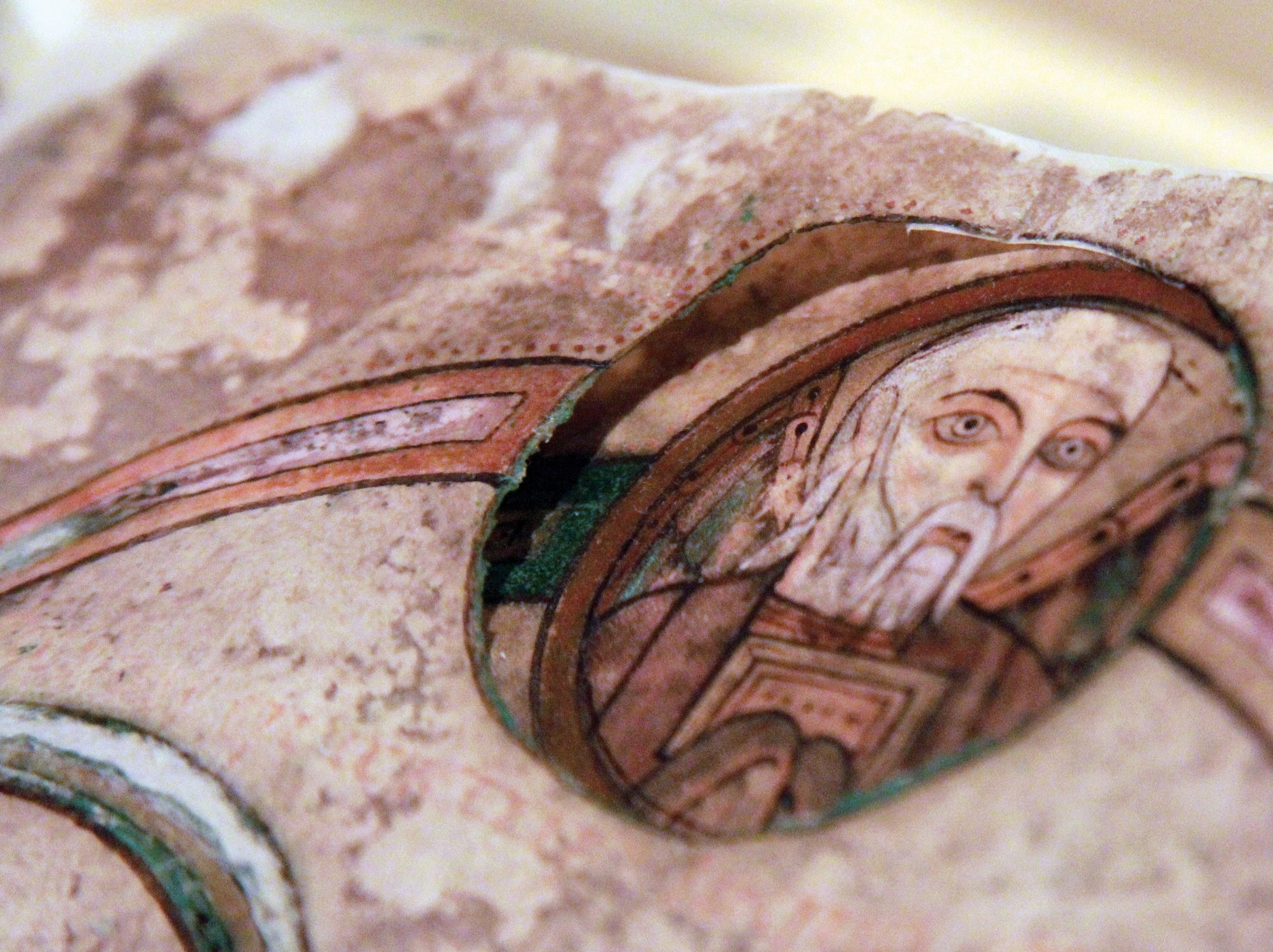
Codex Eyckensis, detalhe, Codex B

Numa nova e ampla tentativa de restauração em 1987 e 1993, a laminação Mipofolie foi meticulosamente removida por uma equipa do Belgian Royal Institute for Cultural Heritage (Instituto Real de Património Cultural da Bélgica), liderada pelo químico Dr. Jan Wouters. Para a restauração dos fólios após a remoção do laminado, foi desenvolvida uma inovadora técnica de encadernação de pergaminhos. Para completar a restauração, os dois manuscritos constituintes do Codex foram vinculados separadamente. 

## Documentação e digitalização
A documentação fotográfica mais antiga do Codex Eyckensis data aproximadamente de 1916 (Bildarchiv Marburg). Por ocasião da restauração, o manuscrito foi fotografado no Belgian Royal Institute for Cultural Heritage (KIK–IRPA). Em 1994 foi publicada uma telecópia. 
Em 2015, o Codex Eyckensis foi digitalizado no site da igreja de Saint Catherine pelo Imaging Lab and Illuminare – Centre for the Study of Medieval Art | KU Leuven (Centro de Estudos de Arte Medieval). Este projeto foi liderado pelo Prof. Lieve Watteeuw. As imagens de alta resolução foram disponibilizadas online em cooperação com LIBIS (KU Leuven). 
O Codex Eyckensis foi reconhecido e protegido como património imóvel em 1986. Em 2003 o Codex Eyckensis foi reconhecido como uma Obra-prima de Flandres.

## Investigações em curso
Ao longo de 2016 e 2017 uma equipa de investigadores do Illuminare – Centre for the Study of Medieval Art | KU Leuven (Prof. Lieve Watteeuw) e do Belgian Royal Institute for Cultural Heritage (Drª. Marina Van Bos) irão analisar novamente o Codex Eyckensis. 